# Китикмеот (регија)
Китикмеот (регија) (енгл. Kitikmeot Region, Northwest Territories, (ᕿᑎᕐᒥᐅᑦ, ᓄᓇᕗᑦ, ᑲᓇᑕ) је био део северозападних територија до поделе у априлу 1999. када је већи део региона постао део Нунавута. Регија се састојала од острва Викторија са суседним делом копна све до полуострва Бутија, заједно са острвом краља Вилијама и јужним делом острва Принца од Велса. Регион обухвата централну арктичку обалу, протеже се у унутрашњост (јужно) испод језера Напактулик и на исток да би укључио полуострво Бутија. Лежећи углавном изнад арктичког круга, пејзаж региона карактерише вегетација тундре. Залив Кембриџ (Икалуктутиак) на острву Викторија је регионално седиште. Међу осталим малим насељима су Куглуктулеа, Гјоа Хавен (Уксуктук) и Талоиоак (Талурруак). Инуити чине велику већину становништва.

## Популација
- (1.351 - 1996)
- (5.361 − 2006)
- (6.012 − 2011)

Првобитно је цео регион био део региона Форт Смит, северозападне територије, а касније је назван „централни арктички регион“. За административне сврхе регион се састојао од (све бројке становништва из 1996. године):
- Кембриџ Беј (1.351)
- Куглуктук (1.201),
- Гјоа Хејвен (879)
- Талојоак (648),
- Кугарук (496),
- Улукхакток (423),
- Умингмакток (51),
- Батерст Инлет (18)

За потребе избора за Северозападне територије Улукхакток је био укључен у округ Нунакпут за разлику од остатка Китикмеота.
Након поделе Улукхакток је остао са северозападним територијама, док је остатак региона постао регион Китикмеот.